# Pedra de Zaite

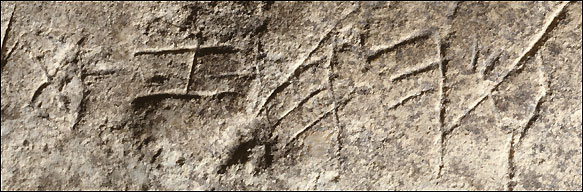
Consiste nas primeiras letras do alfabeto fenício-hebraico: 𐤅𐤄𐤇𐤆𐤈 (da direita para a esquerda: wāw, hē, ḥēt, zayin, ṭēt).

A Pedra de Zaite é um pedregulho de calcário de 19 quilos, descoberto em 15 de julho de 2005 durante uma escavação em Tel Zaite (Laquis), Israel. Tel Zaite fica no vale Bete Guvrine, a cerca de 50 quilômetros de Jerusalém, território que pertenceu ao Reino de Judá.
A Pedra de Zaite foi escrita em abecedário Paleo-Hebraico. Contendo as 22 letras do alfabeto hebraico - (19 letras na primeira linha; 3 na segunda linha com 2 símbolos no fim) e restos de diversos outras inscrições (3 palavras e outros 2 pares ao terminar os símbolos).
A inscrição foi considerada pelos arqueólogos como o mais antigo "alfabeto" hebraico de que se tem notícia, estando a pedra gravada inserida em uma construção do século X a.C.. Várias letras estão em ordem contrária à do atual alfabeto hebraico, como a sequência vav, hê, hêth, záyin e têth, que hoje é hê, vav, záyin, hêth, têth.
Especialistas em escrita antiga dizem que a inscrição mostra um alfabeto em fase de transição do fenício para o hebraico. A descoberta foi anunciada no dia 9 de novembro de 2005. Em 20 de novembro a inscrição foi apresentada e analisada na reunião anual da Sociedade de Literatura Bíblica (SBL), no Centro de Convenções da Filadélfia, Pensilvânia.
Tel Zaite vem sendo escavada desde 1999 por uma equipe dirigida pelo Dr. Ron E. Tappy, professor de Bíblia e Arqueologia do Seminário Teológico de Pittsburgh, na Pensilvânia. O projeto está ligado à ASOR - American Schools of Oriental Research -, com sede em Boston, Massachusetts, e ao Instituto W. F. Albright para a Pesquisa Arqueológica, com sede em Jerusalém.
No alto/lado de cima—o relacionamento entre estas duas inscrições e a última é especulativa:
||      כס
||      עזר
Lado inferior - o relacionamento entre estas três linhas das inscrições é exacto:
ילכמנספעצwאבגדוהחזט
      || קרש
           עזר
Escavações sob direção de Ron Tappy foram realizadas em Tel Zayit durante 1999-2001 e 2005. Foi um voluntário que participava das escavações, Dan Rypma, que descobriu a pedra. Segundo a Biblical Archaeology Review trata-se de um artefacto importante por diversas razões:
- Datado do século X a.C., aproximadamente do ano 900 a.C..
- Até esta descoberta, os críticos poderiam dizer que os habitantes desta região neste período eram iletrados e não podiam ter gravado os eventos mencionados na Bíblia.
- Preserva não somente a escrita - em simples grafite - mas um abecedário, uma ferramenta educacional de literatura dos povos antigos.
- O local é situado em uma região longe do centro da antiga monarquia Israelita de Jerusalém, que sugere que se simples agricultores desta comunidade poderiam escrever, certamente pessoas no governo era igualmente capazes.